# Burgrieden
Burgrieden é um município da Alemanha, no distrito de Biberach, na região administrativa de Tubinga, estado de Baden-Württemberg.

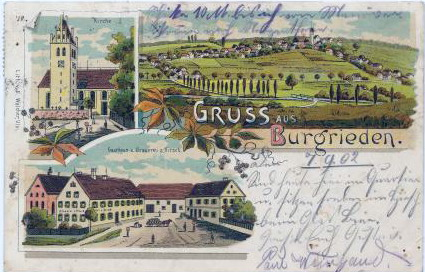
Burgrieden em 1900